# Borsodi L. László
Borsodi L. László (Csíkszereda, 1976. június 21. –) erdélyi magyar költő, tanár, irodalomtörténész, kritikus.

## Életpályája
1994-ben érettségizett a csíkszeredai Márton Áron Főgimnáziumban. 2004-ben végzett a kolozsvári Babeș–Bolyai Tudományegyetemen  magyar–angol szakon. Azóta szülővárosában, egykori középiskolájában magyar és világirodalmat tanít. 2010 és  2019 között a Kisebb Testvérek Szent István Királyról Nevezett Erdélyi Rendtartománya sajtóreferense, 2019 és 2020 júniusa között a Csíkszeredában megjelenő Székelyföld kulturális folyóirat főszerkesztője volt. 2010-ben megszerezte  az I. didaktikai fokozatot a Babeş–Bolyai Tudományegyetemen, majd 2015-ben doktorált a Szegedi Tudományegyetemen. Doktori disszertációjának címe: Metaforikus versbeszéd, szerepjáték és ciklusképzés Baka István költészetében. A Tájkép fohásszal mint újrarendezett költői testamentum. 

## Munkássága

### Könyvei
- Átmenetek, Szent Bonaventura Kiadó, Kolozsvár, 1998 (versek)
- Viszonylatok, Csíkszereda, 2000 (versek)
- Ellenpontok, Csíkszereda, 2003 (versek)
- Félemelet, Hargita Kiadóhivatal, Csíkszereda, 2007 (versek)
- Feljegyzések a földről, Pallas-Akadémia Könyvkiadó, Csíkszereda, 2012 (prózaversek)
- Parton, Pallas-Akadémia Könyvkiadó, Csíkszereda, 2013 (prózaversek)
- Utolér, szembejön, Pallas-Akadémia Könyvkiadó, Csíkszereda, 2016 (prózaversek)
- Balázsolás, Pallas-Akadémia Könyvkiadó, Csíkszereda, 2016 (prózaversek gyermekeknek)
- Maszk és szerepjáték. Baka István költészetei, Kalligram Könyvkiadó, 2017 (költészeti monográfia)
- Szétszórt némaság, Erdélyi Híradó, Kolozsvár – Fiatal Írók Szövetsége, Budapest, 2018
- Estére megöregszel, Erdélyi Híradó, Kolozsvár, 2022
- Irodalomgrammatikák, Erdélyi Múzeum-Egyesület, Kolozsvár, 2025 (tanulmányok, kritikák 2019–2025)

### Kritikái (válogatás)
- Minimalista versek a halálról, Helikon, 2023. éprilis 25. Online hozzáférés
- Tónyelv – az olvasó provokálása, Helikon, 2024. március 25. Online hozzáférés
- Vári Csaba félkeserűje, Helikon, 2024. április 10. Online hozzáférés
- A költői szó pulzusa, Helikon, 2025. január 13. Online hozzáférés

### Díjai
- Székelyföld-díj, 2015
- A Tiszatáj folyóirat Baka István emlékére kiírt „S még mindig itt vagyok” című pályázatának díja, 2016
- Látó-nívódíj, 2022
- Méhes György-nagydíj, 2023